# Jacqui Smith
Jacqueline Jill Smith, detta Jacqui (Malvern, 3 novembre 1962), è una politica britannica.
Dal 28 giugno 2007 al 5 giugno 2009 ha ricoperto la carica di Segretario di Stato per gli Affari Interni del Regno Unito, dalla quale ha dovuto dimettersi dopo essere stata coinvolta, come molti altri politici britannici, nello scandalo nei rimborsi spese inappropriati. Nel giorno delle sue dimissioni, Alan Johnson è stato nominato suo successore in questa carica